# Новощербаки
Новощербаки — деревня в Здвинском районе Новосибирской области России. Входит в состав Рощинского сельсовета.

## География
Площадь деревни — 56 гектаров.
Деревня расположена в 35 километрах к северу от Здвинска, в 11 километрах от озера Сартлан.

## Население
| 2002 | 2007 | 2010 |
| ---- | ---- | ---- |
| 225  | ↘191 | ↗204 |

## Инфраструктура
В деревне по данным на 2007 год функционируют 1 учреждение здравоохранения, 1 образовательное учреждение. В 2019—2020 году имеется автобусное сообщение, между районным селом Здвинск и деревней Новощербаки.